# Interpol
Az Interpol (magyarul: Bűnügyi Rendőrség Nemzetközi Szervezete vagy Nemzetközi Bűnügyi Rendőrségi Szervezet, angolul: International Criminal Police Organization, franciául: Organisation Internationale de la Police Criminelle, spanyolul: Organizacion Internacional de Policia Criminal) egy nemzetközi rendőrségi szervezet. 
A Nemzetközi Rendőrség Szervezetét azzal a céllal hozták létre, hogy a nemzeti rendőrségek munkáját segítse az országokon átívelő bűnözés visszaszorítása érdekében. Az Interpolnak saját nyomozati jogköre nincs, a tagállamok rendőrségeinek munkáját segíti adatszolgáltatással és nyilvántartással.

## Főtitkárok és elnökök
Főtitkárok névsora 1923-tól:
- Louis Ducloux (1923–1951)
- Marcel Sicot (1951–1963)
- Jean Népote (1963–1978)
- André Bossard (1978–1985)
- Raymond Kendall (1985–2000)
- Ronald Noble (2000–)

Elnökök névsora 1923-tól:
- Johann Schober (1923–1932)
- Franz Brandl (1932–1934)
- Eugen Seydel (1934–1935)
- Michael Skubl (1935–1938)
- Otto Steinhäusl (1938–1940)
- Reinhard Heydrich (1940–1942)
- Artur Nebe (1942–1943)
- Ernst Kaltenbrunner (1943–1945)
- Florent Louwage (1945–1956)
- Agostinho Lourenço (1956–1960)
- Richard Jackson (1960–1963)
- Fjalar Jarva (1963–1964)
- Firmin Franssen (1964–1968)
- Paul Dickopf (1968–1972)
- William Leonard Higgitt (1972–1976)
- Carl Persson (1976–1980)
- Jolly Bugarin (1980–1984)
- John Simpson (1984–1988)
- Ivan Barbot (1988–1992)
- Norman Inkster (1992–1994)
- Björn Eriksson (1994–1996)
- Toshinori Kanemoto (1996–2000)
- Jesús Espigares Mira (2000–2004)
- Jackie Selebi (2004–2008)
- Arturo Herrera Verdugo (2008)
- Khoo Boon Hui (2008–2012)
- Mireille Balestrazzi (2012–2016)
- Meng Hung-vej (2016-2018)
- Kim Jong Yang (2018-)

## Tagállamok és képviseletek
A listában a képviseletek dőlt betűvel szerepelnek.
| Afganisztán · Albánia · Algéria · Amerikai Szamoa · Andorra · Angola · Anguilla · Antigua és Barbuda · Argentína · Aruba · Ausztrália · Ausztria · Azerbajdzsán · Bahama-szigetek · Bahrein · Banglades · Barbados · Belgium · Belize · Benin · Bermuda · Bhután · Bissau-Guinea · Bolívia · Bosznia-Hercegovina · Botswana · Brazília · Brit Virgin-szigetek · Brunei · Bulgária · Burkina Faso · Burundi · Chile · Ciprus · Comore-szigetek · Costa Rica · Curaçao · Csád · Csehország · Dánia · Dél-afrikai Köztársaság · Dominikai Közösség · Dominikai Köztársaság · Dzsibuti · Ecuador · Egyenlítői-Guinea · Egyesült Államok · Egyesült Arab Emírségek · Egyiptom · Salvador | Elefántcsontpart · Eritrea · Észtország · Etiópia · Fehéroroszország · Fidzsi-szigetek · Finnország · Franciaország · Fülöp-szigetek · Gabon · Gambia · Ghána · Gibraltár · Görögország · Grenada · Grúzia · Guatemala · Guinea · Guyana · Haiti · Hollandia · Honduras · Hongkong · Horvátország · India · Indonézia · Irak · Irán · Írország · Izland · Izrael · Jamaica · Japán · Jemen · Jordánia · Kajmán-szigetek · Kambodzsa · Kamerun · Kanada · Katar · Kazahsztán · Kelet-Timor · Kenya · Kína · Kirgizisztán · Kolumbia · Kongói Demokratikus Köztársaság · Kongói Köztársaság · Dél-Korea · Közép-afrikai Köztársaság | Kuba · Kuvait · Laosz · Lengyelország · Lesotho · Lettország · Libanon · Libéria · Líbia · Liechtenstein · Litvánia · Luxemburg · Észak-Macedónia · Madagaszkár · Magyarország · Magyarország · Makaó · Malajzia · Malawi · Maldív-szigetek · Mali · Málta · Marokkó · Marshall-szigetek · Mauritánia · Mauritius · Mexikó · Mianmar · Moldova · Monaco · Mongólia · Montenegró · Montserrat · Mozambik · Egyesült Királyság · Namíbia · Nauru · Németország · Nepál · Nicaragua · Niger · Nigéria · Norvégia · Olaszország · Omán · Oroszország · Örményország · Pakisztán · Panama · Pápua Új-Guinea | Paraguay · Peru · Portugália · Puerto Rico · Románia · Ruanda · Saint Kitts és Nevis · Saint Lucia · Saint Vincent és a Grenadine-szigetek · San Marino · São Tomé és Príncipe · Seychelle-szigetek · Sierra Leone · Sint Maarten · Spanyolország · Srí Lanka · Suriname · Svájc · Svédország · Szaúd-Arábia · Szenegál · Szerbia · Szingapúr · Szíria · Szlovákia · Szlovénia · Szomália · Szudán · Szváziföld · Tádzsikisztán · Tanzánia · Thaiföld · Togo · Tonga · Törökország · Trinidad és Tobago · Tunézia · Turks- és Caicos-szigetek · Türkmenisztán · Uganda · Új-Zéland · Ukrajna · Uruguay · Üzbegisztán · Vatikán · Venezuela · Vietnám · Zambia · Zimbabwe · Zöld-foki Köztársaság |

## Nem tagállamok
Szamoa

 Palau

 Salamon-szigetek

 Kiribati

 Mikronézia

 Tuvalu

 Vanuatu

 Észak-Korea